# Stadio Edmondo Massajoli
Lo stadio Edmondo Massajoli, comunemente detto Massajoli o Massaioli, è il più vecchio impianto calcistico della città di Eboli.

## Storia
Ospita le partite di calcio cittadine dalla fine degli anni 50', ed è stata la casa dell'Ebolitana fino all'inaugurazione del più moderno Dirceu nel 2001.
Ha anche ospitato gare di Ippica e di Aereomodellismo dinamico.
Nel 2024 è previsto l'inizio dei lavori di riqualificazione del quartire annunciati nel 2022, che vedono un ammodernamento dell'impianto.

## Dati tecnici
L'impianto può ospitare circa 1500 spettatoried ha una dimensione di 100 metri alto e 60 metri largo. In precedenza, aveva a disposizione una piccola curva posizionata nella parte nord del campo, ed una tribuna, posizionata nella parte ovest, settori che vennero poi rimossi perché non regolari.

## Galleria d'immagini

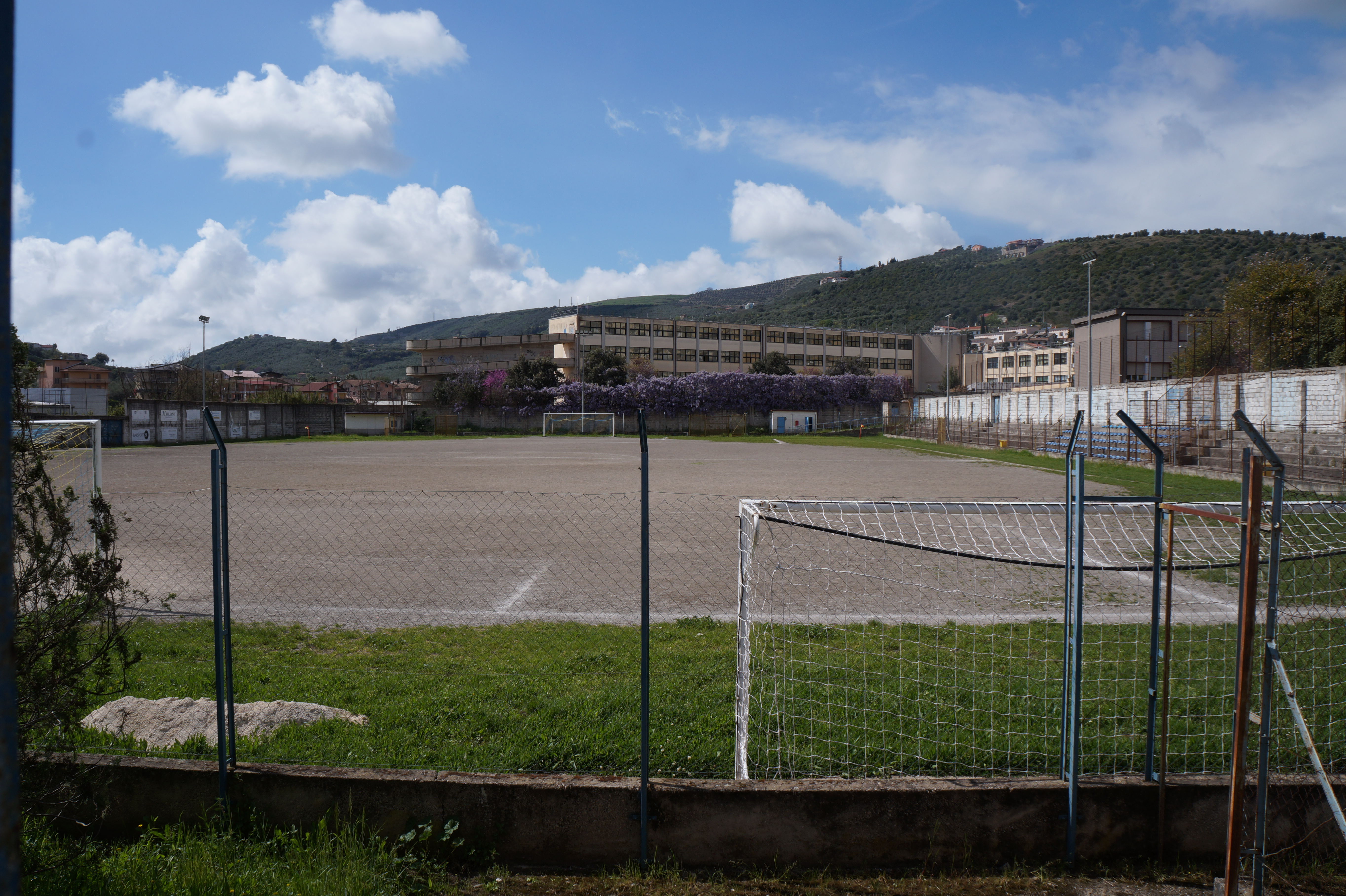
Il campo da gioco
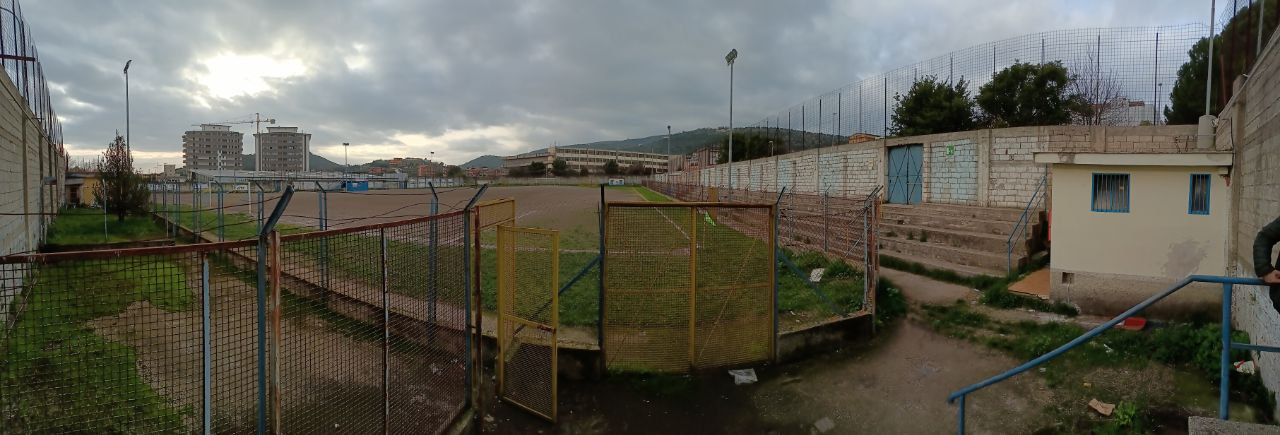
Panoramica dell'impianto
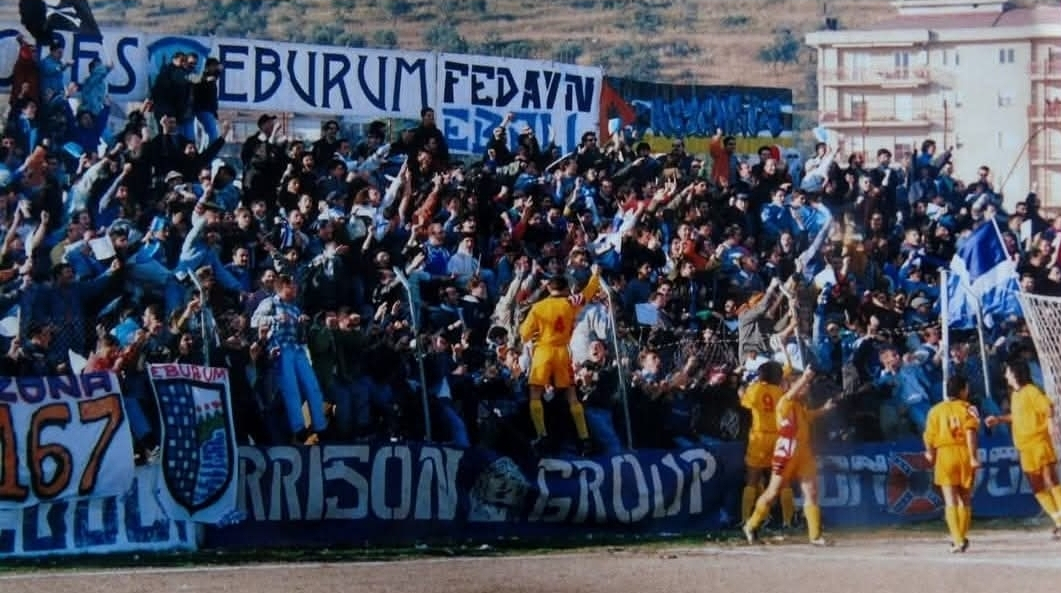
Curva nord in occasione di Ebolitana - Paganese del 1995, goal di Trezza